# Julien Duvivier
Julien Duvivier (3 de outubro de 1896 - 30 de outubro de 1967) foi um cineasta francês.

## Biografia
Julien Duvivier, diretor, roteirista e produtor, nasceu em 3 de outubro de 1896 em Lille, Nord, Nor-Pas-de-Calais, França.
Referido por muitos legendários companheiros cineastas como Ingmar Bergman e Jean Renoir, Julien Duvivier é um dos cinco grandes do cinema francês, sendo os outros quatro Jean Renoir, René Clair, Jacques Feyder e Marcel Carné.
Julien Duvivier dirigiu seu primeiro filme em 1919, Haceldama ou Le prix du sang, que não foi um sucesso e não evidenciou nada do lirismo e beleza que definiria sua carreira posterior.
Em 1930, seu talento eclodiu, começando com David Golder. Seus subseqüentes trabalhos na década, auxiliados pela chegada do cinema sonoro, estabeleceria Duvivier como uma das forças de liderança no cinema mundial.
Também em 1930, sua união com o ator Jean Gabin, que apareceria em muitos de seus trabalhos definitivos, principalmente Pépé le Moko (1937).
Convidado por Hollywood a filmar uma biografia de Johann Strauss, The Great Waltz (1938), Duvivier, achou Hollywood agradável, e ali retornaria durante a Segunda Guerra Mundial. Nesse período, um de seus mais meritórios trabalhos seria Tales of Manhattan (1942).
Retornou a França, onde achou sua reputação prejudicada, por sua ausência durante os anos do conflito. Continuou a trabalhar reconquistando sucesso com seus filmes, como o veículo para o ator Fernandel, Le Petit monde de Don Camilo (1952).
Tinha apenas concluído a produção de seu filme Diaboliquement vôtre quando faleceu por ataque cardíaco após acidente automobilístico, em 30 de outubro de 1967, com a idade de 71 anos.

## Filmografia como diretor
- 1919 – Haceldama ou le prix du sang
- 1920 – La reincarnation de Serge Renaudier
- 1922 – Der UnheimlicheGast
- 1922 – Les roquevillard
- 1922 – L’ouragan sur la montagne
- 1923 – Le reflet de Claude Mercoeur
- 1924 – La machine à refaire la vie
- 1924 – Credo ou la tragédie de Lourdes
- 1924 – L’oeuvre immortelle
- 1924 – Coeurs farouches
- 1925 – Poil de carotte
- 1925 – L’abbé Constantin
- 1926 – L’Homme à l’Hispano
- 1927 – Le mystère de la tour Eiffel
- 1927 – Le mariage de Mademoiselle Beulemans
- 1927 – L’agonie de Jérusalem (A Agonia de Jerusalém)
- 1928 – Le Tourbillon de Paris
- 1929 – La Vie miraculeuse de Thérèse Martin
- 1929 – Maman Colibri
- 1929 – La Divine croisière
- 1930 – David Golder (Tragédia de um homem rico)
- 1930 – Au bonheur des dames
- 1931 – Die Fünfverfluchten Gentlemen
- 1931 – Les Cinq gentlemen maudits
- 1932 – Allo Berlin? Ici Paris!
- 1932 – Poil de carotte
- 1933 – La Tête d’un homme
- 1933 – Le Petit roi
- 1933 – La Machine à refaire la vie
- 1934 – Le Paquebot Tenacity
- 1934 – Maria Chapdelaine
- 1935 – Golgotha (Gólgota)
- 1935 – La Bandera (A Bandeira)
- 1936 – Le Golem (Golem, o Monstro de Barro)
- 1936 – La Belle équipe (Camaradas)
- 1937 – L’Homme du jour (O Homem do Dia)
- 1937 – Pépé le Moko  (O Demônio da Argélia)
- 1937 – Un carnet de bal  (Um Carnet de Baile)
- 1938 – The Great Waltz  (A Grande Valsa)
- 1939 – La Fin du jour
- 1939 – La Charrette fantôme  (O Fantasma da Esperança)
- 1941 – Lydia
- 1942 – Tales of Manhattan  (Seis Destinos)
- 1943 – Flesh and Fantasy  (Os Mistérios da Vida)
- 1943 – Untel père et fils (FrançaEterna)
- 1944 – The Impostor  (O Impostor)
- 1947 – Panique (Pânico)
- 1948 – Anna Karenina
- 1949 – Au royaume des cieux
- 1950 – Black Jack  (Cavalheiro da Aventura)
- 1951 – Sous le ciel de Paris (Sinfonia de Paris)
- 1952 – Le Petit monde de Don Camillo (O PequenoMundo de Don Camillo)
- 1952 – La Fête à Henriette (A Festa no Coração)
- 1953 – Le Retour de Don Camillo (O Regresso de Don Camillo)
- 1954 – L’Affaire Maurizius  (O CasoMaurizius)
- 1955 – Marianne de ma jeunesse  (A Mulher dos Meus Sonhos)
- 1955 – Marianne, meineJugendliebe
- 1956 – Voici le temps des assassins... (Sedução Fatal)
- 1957 – L’Homme à l’imperméable (Minha Mulher  Vem Aí)
- 1959 – Pot-Bouille (As Mulheres dos Outros)
- 1959 – La Femme et le pantin  (A Mulher e o Fantoche)
- 1959 – Marie-Octobre
- 1960 – DasKunstseideneMädchen
- 1960 – Boulevard  (O Despertar do Vício)
- 1962 – La Chambre ardente  (A Câmara Ardente)
- 1962 – Le Diable et les dix commandements  (O Diabo e os Dez Mandamentos)
- 1963 – Chair de poule (Noite de Pânico)
- 1967 – Diaboliquement vôtre (Diabolicamente Tua)